# Giải BFCA cho nữ diễn viên chính xuất sắc nhất
Giải của Hiệp hội phê bình phim phát sóng cho nữ diễn viên chính xuất sắc nhất là một trong số 19 giải thưởng của Hiệp hội phê bình phim phát sóng dành cho nữ diễn viên đóng vai chính trong một phim, được bầu chọn là xuất sắc nhất. Giải này bắt đầu từ năm 1995.

## Các người đoạt giải & được đề cử

### Thập niên 1990
- 1995 – Nicole Kidman - To Die For
- 1996 – Frances McDormand - Fargo
- 1997 – Helena Bonham Carter - The Wings of the Dove
- 1998 – Cate Blanchett - Elizabeth
- 1999 – Hilary Swank - Boys Don't Cry

### Thập niên 2000
2000: Julia Roberts – Erin Brockovich
- Joan Allen – The Contender
- Ellen Burstyn – Requiem for a Dream
- Björk Guðmundsdóttir – Dancer in the Dark
- Laura Linney – You Can Count on Me

2001: Sissy Spacek – In the Bedroom
- Nicole Kidman – Moulin Rouge!
- Renée Zellweger – Bridget Jones's Diary

2002: Julianne Moore – Far from Heaven
- Salma Hayek – Frida
- Nicole Kidman – The Hours

2003: Charlize Theron – Monster
- Jennifer Connelly – House of Sand and Fog
- Diane Keaton – Something's Gotta Give
- Nicole Kidman – Cold Mountain
- Samantha Morton – In America
- Naomi Watts – 21 Grams

2004: Hilary Swank – Million Dollar Baby
- Annette Bening – Being Julia
- Catalina Sandino Moreno – Maria Full of Grace (María llena eres de gracia)
- Imelda Staunton – Vera Drake
- Uma Thurman – Kill Bill: Volume 2
- Kate Winslet – Eternal Sunshine of the Spotless Mind

2005: Reese Witherspoon – Walk the Line
- Joan Allen – The Upside of Anger
- Judi Dench – Mrs. Henderson Presents
- Felicity Huffman – Transamerica
- Keira Knightley – Pride and Prejudice
- Charlize Theron – North Country

2006: Helen Mirren – The Queen
- Penélope Cruz – To Return (Volver)
- Judi Dench – Notes on a Scandal
- Meryl Streep – The Devil Wears Prada
- Kate Winslet – Little Children

2007: Julie Christie – Away From Her 
- Amy Adams – Enchanted
- Cate Blanchett – Elizabeth: The Golden Age
- Marion Cotillard – La Vie En Rose
- Angelina Jolie – A Mighty Heart
- Ellen Page – Juno

2008: Anne Hathaway – Rachel Getting Married 

2008: Meryl Streep – Doubt
- Kate Beckinsale – Nothing But the Truth
- Cate Blanchett – The Curious Case of Benjamin Button
- Angelina Jolie – Changeling
- Melissa Leo – Frozen River